# State de România
State de România este un serial de televiziune, continuarea telenovelei Regina. Era difuzat pe Pro TV în anii 2009-2010. Protagoniștii erau Gheorghe Visu și Carmen Tănase, co-protagoniști Doinița Oancea și Octavian Strunilă, iar în rolurile antagonice Constantin Cotimanis și Alexandra Ignat.

## Distribuție

### Personaje principale
- Gheorghe Visu – State Potcovaru – protagonist
- Carmen Tănase – Flacara Potcovaru – protagonistă
- Alexandra Ignat – Lilica - antagonista principala
- Ion Dichiseanu – Miguel Cervantes
- Constantin Cotimanis - Marcel Florentin Popeangă - antagonist principal
- Gelu Nițu - Preotul Vicentiu
- Doinita Oancea – Minodora Ionita – co-protagonistă
- Octavian Strunilă – Stiven Ionita – co-protagonist
- Cabral Ibacka – Thierry Potcovaru – co-protagonist
- Dana Rogoz – Andreea Popeanga – co-protagonistă
- Babi Minune – Babi
- Ioana Scărlătescu – Laila
- Maria Teslaru – Elvira Popeangă
- Vladimir Găitan – Doctorul Toma
- Draga Olteanu Matei – Bunica lui Orlando
- Eugen Cristea - Venus
- Liviu Vârciu – Orlando
- Tora Vasilescu – Cella Serghie
- Carmen Ionescu – Paula Teodorescu
- Andrei Bogdan Roșu – Vladimir Teodorescu
- Adrian Văncică – Toni - antagonist
- Alexandra Buză – Carolina
- Răzvan Bănică – Coriolan "Cori" Teodorescu
- Cristina Pleșa – Camelia Frâncu (Carmelușa)
- Catalin Ciudar – Elvis
- Vali Rupiță – Nea Fane
- Kamara Ghedi – Paul
- Ionuț Bora - Alin Popeanga
- Marcela Roibu - Leana
- Simona Mihăescu - Francesca
- Nouke - Norocel
- George Alexandru - Tase
- Paul Chiribuță - Jean Potier - antagonist
- Ion Chelaru - Acarul Păun
- Iulian Enache - Domnul Tănăsescu

## Legături externe
- State de România la Cinemagia